# Tirsaprofetian
Tirsaprofetian är ett dokument som framkom under efterdyningarna av Knutbydramat, under vilket Helge Fossmo bland annat dömdes för anstiftan av mordet på sin hustru. Helge Fossmo hävdade att dokumentet skrivits av dåvarande pastorn i Knutbyförsamlingen Åsa Waldau och att hon var församlingens verkliga ledare. Tirsaprofetian kom till allmänhetens kännedom när psykoterapeuten Rigmor Robèrt publicerade utdrag och en analys av innehållet i Dagens Medicin.

## Bakgrund
Helge Fossmo var en av pastorerna och ledarna i pingstförsamlingen i Knutby. I januari 2004 mördades hans hustru och i maj samma år dömdes han för anstiftan till mordet. Hans mördade hustru var syster till en annan av ledarna i församlingen, Åsa Waldau. Enligt Helge Fossmo verkställde han en förlovning mellan Åsa Waldau och Jesus den 29 mars 1999, eftersom hon hävdade att hon var utsedd till "Kristi brud". Giftermålet mellan Jesus och Åsa Waldau skulle sedan ske i himlen efter hennes död. Kristi brud är ett begrepp inom kristendomen som brukar tolkas som församlingen, eller hela kyrkan, i förhållande till Jesus, men enligt bland andra Helge Fossmo tolkade Åsa Waldau det mer bokstavligt och han menar att hon är församlingens verkliga ledare.
Helge Fossmo träffade Rigmor Robèrt i samband med rättegången och han gav henne tillgång till det dokument som fått namnet Tirsaprofetian. De menar att dokumentet är skrivet av Åsa Waldau och visar en bakgrund till Knutbydramat som kan ge en delförklaring till händelserna. Tirsaprofetian användes aldrig i rättegången men ett och ett halvt år efter domen publicerade Dagens Medicin en artikel av Rigmor Robèrt, med utdrag och en analys av innehållet.

## Dokumentet
Tirsaprofetian är skriven som brev eller dagboksanteckningar från Dodjadid till drottning Tirsa. Det består av 14 sidor skrivna i Microsoft Word, med det första avsnittet daterat den 26 mars 2000 och det sista den 16 april 2000.
Namnet Dodjadid anses vara en sammansättning av de hebreiska orden för vän och älskling och tolkas som pseudonym för Jesus.
Tirsa, på hebreiska תרצה, betyder ungefär du är min glädje. Åsa Waldau kallade sig inom församlingen ibland för Tirsa. I Bibeln är Tirsa dels en av fem döttrar till Selofchad och dels en stad. Döttrarna kräver av Moses, och får, arvsrätt från sin far som inte har några söner och staden Tirsa omnämns för sin skönhet i Höga visan.
Texten behandlar framtida erotiska skeenden mellan Dodjadid och Tirsa, beskriver Tirsa som speciellt utvald både som ledare och hustru samt manar till strid mot Satan och demoner.

## Äkthet
Profetian anses av bland andra Rigmor Robèrt vara författad av Åsa Waldau, vilket har förnekats av församlingens ledning som sagt att den är en produkt av Helge Fossmo och inte har något med församlingens verksamhet att göra.
Rigmor Robèrt menar att hon har tekniska bevis för att texten skrivits på Åsa Waldaus dator och att den funnits på flera av församlingsledningens datorer.